# Reportage
Als Reportage (von lateinisch reportare = berichten, melden) bezeichnet man im Journalismus unterschiedliche Darstellungsformen, bei denen der Autor nicht vom Schreibtisch aus, sondern aus unmittelbarer Anschauung berichtet. In den Druckerzeugnissen steht der Begriff gemeinhin für einen dramaturgisch aufbereiteten (siehe auch Reportagefotografie) Hintergrundbericht, der einen Sachverhalt anhand von konkreten Beispielen, Personen oder deren Schicksalen anschaulich macht. Während Nachricht und Bericht Distanz wahren, geht die Reportage nah heran und gewährt auch Beobachtungen und weiteren Sinneswahrnehmungen ihrer Protagonisten Raum.
Im Rundfunkjargon gilt bereits die einfache Berichterstattung vom Ort des Geschehens als Reportage. So firmieren Sportjournalisten, die live aus dem Stadion Fußballspiele kommentieren, oft als Fußballreporter.

## Definition
Dem Reporter ist es – im Gegensatz zum Verfasser von Nachrichten oder Berichten – erlaubt, Fakten durch eigene Eindrücke zu ergänzen, die er – oft bei Anwesenheit am Ort des Geschehens – gesammelt hat. Idealerweise erzählt er, ohne dabei zu werten oder zu kommentieren, auch nicht durch Weglassen. Er beschränkt sich auf eine narrative Funktion, spricht überwiegend im Präsens und bewirkt dadurch, dass sich der Rezipient (Leser, Zuhörer oder Fernsehzuschauer) gut in die Situation hineinversetzen kann.
Beispiel: „Ein Haus hat gebrannt.“ Die Reportage beschreibt detailliert, wie es darin aussieht, und versucht, beim Rezipienten Kopfkino ablaufen zu lassen. Sie schildert die „versengten, schwarzen Treppengeländer, denen man nur schwer ansieht, dass sie aus Holz sind“.
Eine Reportage kann verknüpft sein mit Interviews und Kommentaren. Sie kann aus Texten, Fotografien (Fotoreportage) oder einer Kombination aus beidem bestehen. Letzteres ist die verbreitetste Form.

### Gerichtsreportage
Eine Sonderform ist die Gerichtsreportage. Zu den bekanntesten Autoren in diesem Genre gehören in Deutschland der Spiegel-Redakteur Gerhard Mauz (1925–2003), seine Nachfolgerin Gisela Friedrichsen sowie Peggy Parnass, Hans Holzhaider und Sabine Rückert.

### Sozialreportage
→ Liste der Sozialreportagen, Milieustudien, Feldforschungsstudien und Milieuromane
Sozialreportagen üben Gesellschaftskritik. Als Begründer der Sozialreportage im deutschsprachigen Raum gilt Max Winter. 
Bekannte Beispiele sind 
- George Orwell: Erledigt in Paris und London (1933) oder Der Weg nach Wigan Pier (1937)
- Günter Wallraff (siehe auch investigativer Journalismus)
- verdeckte Erkundungen in speziellen Milieus (Rechtsextremismus, Kriminalität etc.).

## Reporter (Auswahl)
- Klaus Bednarz
- Christoph Braendle
- Peter Dudzik
- Martha Gellhorn
- Gabriele Goettle
- Ryszard Kapuściński
- Hans Ulrich Kempski
- Egon Erwin Kisch
- Jürgen Leinemann
- Maria Leitner
- Albert Londres
- Michael Obert
- Alexander Osang
- Herbert Riehl-Heyse
- Gerd Ruge
- Marie-Luise Scherer
- Günter Wallraff
- Max Winter
- Peter von Zahn

## Preise
- Deutscher Reporter:innenpreis: Seit 2009 vergibt das Reporter-Forum diesen mit insgesamt 25.000 Euro dotierten "Preis von Journalisten für Journalisten". Er wird derzeit in neun Kategorien ausgelobt und gehört mit jeweils über 1000 Einsendungen zu den größten deutschen Medienpreisen.
- Für deutschsprachige Reportagen wird jährlich der Egon-Erwin-Kisch-Preis im Rahmen des Henri-Nannen-Preises vergeben. Der Henri-Nannen-Preis, der vom Stern ausgelobt wird, ist eine angesehene Ehrung in der Branche.
- Einziger weltweiter Reportageliteraturpreis ist der Lettre Ulysses Award, der letztmals 2006 vergeben wurde.
- Die Reportage-Agentur Zeitenspiegel aus Weinstadt vergibt seit 1998 zur Erinnerung an ihr Ehrenmitglied Hansel Mieth alljährlich den Hansel-Mieth-Preis an Journalisten für herausragende Veröffentlichungen in deutschsprachigen Printmedien. Der Preis ist mit 6000 Euro dotiert.

## Krise
Auf Grund der von Claas Relotius ganz oder teilweise erfundenen Reportagen sahen andere Medienschaffende die Reportage Ende der 2010er Jahre in ihrem Ruf beschädigt oder in einer Krise.